# Albert Schumacher (Konsul)
Albert Schumacher (* 23. Januar 1802 in Bremen; † 26. Juni 1871 in Baltimore) war ein deutsch/amerikanischer Kaufmann und ab 1839 Generalkonsul der Freien Hansestadt Bremen und der Freien und Hansestadt Hamburg in Baltimore.

## Biografie
Schumacher war der Sohn eines Bremer Juristen, wahrscheinlich Heinrich Gerhard Schumacher (1763–1845) und Metta Lucia Löning (1776–1818) und folglich war der Bremer Bürgermeister Isak Hermann Albrecht Schumacher (1780–1853) sein Onkel. In anderen Quellen wird der Jurist Gottfried Schumacher als Vater genannt. Um 1819 arbeitete er als Seemann bei der Reederei H. H. Meier & Co in Bremen. Um 1825 war er als Prokurist bei der Firma von Heineken in Bremen beschäftigt. Die Firma entsandte G. A. Heineken als ihren Repräsentanten nach Boston und Baltimore; sein Freund Schumacher folgte ihm und er wurde sein Partner.
Er kam 1826 zunächst nach New York City, fuhr dann 1827 mit einem Schoner geschäftlich nach Veracruz in Mexiko, bis er nach Baltimore zog. Dort war er als Geschäftsmann sehr erfolgreich. 1839 ernannten ihn Bremen und Hamburg zum Generalkonsul für Maryland in Baltimore. Er wurde in den Vereinigten Staaten 1841 Präsident der Deutschen Gesellschaft von Maryland sowie 1846 Mitglied der Handelskammer (Chamber of commerce) in Baltimore und war zeitweise Präsident der Handelskammer. Seit 1858 war er Agent der Bremer Reederei Norddeutscher Lloyd; 1859 organisierte er zusammen mit seinem Freund und Lloydgründer Hermann Henrich Meier (H. H .Meier) die Einrichtung einer Schifffahrtslinie Bremerhaven-Baltimore mit direktem Anschluss an die Eisenbahn. Er war Direktor der Baltimore and Ohio Railroad und mehrerer lokaler Banken. Zudem war er Präsident der einflussreichen Gemeinde der Zionskirche und deren Schule.
 Er hat nicht geheiratet.

## Ehrungen
1859 wurde er Ehrenbürger von Bremen.